# Australodok
Australodok (Australodocus bohetii) – roślinożerny dinozaur z grupy zauropodów żyjący w późnej jurze (ok. 150 mln lat temu) na terenach Afryki. Opisany na podstawie dwóch kręgów szyjnych odkrytych w osadach formacji Tendaguru w Tanzanii. Jego pozycja filogenetyczna jest niepewna; autor jego opisu zaliczył go do rodziny Diplodocidae, jednak z przeprowadzonej przez Whitlocka (2011) analizy kladystycznej wynika, że był on przedstawicielem kladu Macronaria bliżej spokrewnionym z brachiozaurem niż z kamarazaurem. Późniejsze badania Whitlocka (2011) nad holotypem i paratypem A. bohetii potwierdzają jego przynależność do Macronaria, a ściślej – do należącego do Macronaria kladu Titanosauriformes. Analiza filogenetyczna przeprowadzona przez Tschoppa, Mateusa i Bensona (2015) sugeruje z kolei przynależność A. bohetii do Diplodocidae; autorzy zaznaczają jednak, że może to wynikać z uwzględnienia w analizie tylko nielicznych niewątpliwych przedstawicieli Titanosauriformes. Z uwagi na niewielką liczbę znanych skamieniałości A. bohetii ostateczne określenie jego pozycji filogenetycznej jest utrudnione.
Jego nazwa znaczy „południowa belka”.